# Akaflieg München Mü 23
Die Akaflieg München Mü 23 „Saurier“ ist ein Motorsegler der studentischen Fliegergruppe Akaflieg München.

## Geschichte
Nach der Mü 22 begann 1957 der Bau des zweiten Projekts nach dem Zweiten Weltkrieg. Es war nach der Mü 13 „Motormerlin“ der zweite Motorsegler der Gruppe und teilte mit seinem Vorgänger einige Konstruktionsaspekte wie die Sitzposition des Copiloten unter dem Flügel und das Mü-Scheibe-Auftriebsprofil.

## Konstruktion
Der Motorsegler ist nach der von Egon Scheibe begründeten Münchner Schule mit einem bespannten Stahlrohrrumpf und Tragflächen in Holzbauweise ausgestattet. Durch das Profil der Flächen kann der Motorsegler bereits bei Geschwindigkeiten unter 50 km/h abheben und benötigt somit nur kurze Start- und Landebahnen.
Nach Versuchen mit einem Motor des VW Käfer 1200 sowie einem Triebwerk vom Typ Brändl ZB 700 wurde der „Saurier“ schließlich mit dem im VW Typ 3 verbauten Motor VW 1500 N ausgestattet.

## Nutzung
Die Akaflieg Mü 23 „Saurier“ befindet sich derzeit (Stand: 2021) in den Werkstätten der Akaflieg München in Grundüberholung. Der Akaflieg München e. V. beabsichtigt, den „Saurier“ wieder voll flugtüchtig zu machen.

## Technische Daten
| Kenngröße             | Daten                    |
| --------------------- | ------------------------ |
| Besatzung             | 1                        |
| Passagiere            | 1                        |
| Länge                 |                          |
| Spannweite            | 20 m                     |
| Höhe                  |                          |
| Flügelfläche          | 24 m²                    |
| Flügelstreckung       | 16,6                     |
| Gleitzahl             |                          |
| Geringstes Sinken     |                          |
| Leermasse             | 477 kg                   |
| max. Startmasse       | 700 kg                   |
| Reisegeschwindigkeit  |                          |
| Höchstgeschwindigkeit |                          |
| Dienstgipfelhöhe      |                          |
| Reichweite            |                          |
| Triebwerke            | VW 1500 N, 45 PS (33 kW) |